# UFC 222
UFC 222: Cyborg vs. Kunitskaya — турнир по смешанным единоборствам, проведённый организаций Ultimate Fighting Championship 3 марта 2018 года на спортивной арене «T-Mobile Arena» в городе Лас-Вегас, штат Невада, США.

## Подготовка турнира

### Главные события турнира
7 февраля стало известно, что турнир возглавит поединок за титул чемпиона UFC в женском полулёгком весе, в котором встретятся действующая чемпионка бразильянка Кристиана Жустину (также бывшая чемпионка Strikeforce в женском полулёгком весе и Invicta FC в женском полулёгком весе) и бывшая чемпионка Invicta FC в легчайшем весе россиянка Яна Куницкая. Эдгар остался в карде турнира и встретится с Брайаном Ортегой с соглавном событии

## Церемония взвешивания
Результаты официальной церемонии взвешивания бойцов перед турниром.
Все участники показали вес в лимитах своих весовых категорий.

## Результаты турнира
В главном бою вечера Кристиана Жустину победила Яну Куницкую техническим нокаутом в 1-м раунде.
| Бой п/п | Весовая категория    | Участники и результат боя   | Участники и результат боя | Участники и результат боя | Участники и результат боя | Участники и результат боя | Участники и результат боя | Участники и результат боя | Способ победы                              | Раунд | Время |
|         |                      | Основной кард               |                           |                           |                           |                           |                           |                           |                                            |       |       |
| Бой 12  | Жен. полулёгкий вес  |                             | Кристиана Жустину         | Ч                         | поб.                      |                           | Яна Куницкая              | д                         | Технический нокаут (граунд-энд-паунд)      | 1     | 3:25  |
| Бой 11  | Полулёгкий вес       |                             | Брайан Ортега             | #3                        | поб.                      |                           | Фрэнки Эдгар              | #2                        | Нокаут (удары руками в голову)             | 1     | 4:44  |
| Бой 10  | Легчайший вес        |                             | Шон О`Мэлли               |                           | поб.                      |                           | Андре Сухамтат            |                           | Единогласное решение (29-27, 29-27, 29-28) | 3     | 5:00  |
| Бой 9   | Тяжёлый вес          |                             | Андрей Орловский          | #12                       | поб.                      |                           | Стефан Стрюве             | #10                       | Единогласное решение (29-28, 29-28, 30-27) | 3     | 5:00  |
| Бой 8   | Жен. легчайший вес   |                             | Кетлин Виейра             | #5                        | поб.                      |                           | Кэт Зингано               | #6                        | Раздельное решение (29-28, 28-29, 29-28)   | 3     | 5:00  |
|         |                      | Предварительный кард        |                           |                           |                           |                           |                           |                           |                                            |       |       |
| Бой 7   | Жен. минимальный вес |                             | Маккензи Дерн             | д                         | поб.                      |                           | Эшли Йодер                |                           | Раздельное решение (28-29, 29-28, 29-28)   | 3     | 5:00  |
| Бой 6   | Лёгкий вес           |                             | Александр Эрнандес        | д                         | поб.                      |                           | Бенеил Дариюш             | #12                       | Нокаут (удары руками в голову)             | 1     | 0:42  |
| Бой 5   | Легчайший вес        |                             | Джон Додсон               | #8                        | поб.                      |                           | Педру Муньюс              | #10                       | Раздельное решение (28-29, 30-27, 29-28)   | 3     | 5:00  |
| Бой 4   | Средний вес          |                             | Си Би Доллоуэй            |                           | поб.                      |                           | Эктор Ломбард             |                           | Дисквалификация (запрещённые удары) *      | 1     | 5:00  |
|         |                      | Ранний предварительный кард |                           |                           |                           |                           |                           |                           |                                            |       |       |
| Бой 3   | Полусредний вес      |                             | Зак Оттоу                 |                           | поб.                      |                           | Майк Пайл                 |                           | Технический нокаут (удары руками в голову) | 3     | 5:00  |
| Бой 2   | Легчайший вес        |                             | Коди Стэйманн             |                           | поб.                      |                           | Брайан Карауэй            | #7                        | Раздельное решение (28-29, 29-28, 29-28)   | 3     | 5:00  |
| Бой 1   | Полутяжёлый вес      |                             | Джордан Джонсон           |                           | поб.                      |                           | Адам Милстэд              |                           | Раздельное решение (29-28, 27-30, 29-28)   | 3     | 5:00  |

[*] Ломбарда дисквалифицировали после того, как он дважды ударил Доллоуэя после гонга, что сделало его неспособным продолжать бой.

## Награды
Следующие бойцы были удостоены денежного бонуса в $50,000:
- Лучший бой вечера: Шон О`Мэлли — Андре Сухамтат
- Выступление вечера: Брайан Ортега и Александр Эрнандес